# Andrij Lunin
Andrij Lunin, född 11 februari 1999, är en ukrainsk fotbollsmålvakt som spelar för Real Madrid.

## Klubbkarriär
Lunin debuterade för Dnipro i Premjer-liha den 16 oktober 2016 i en 1–1-match mot Karpaty Lviv.
Den 22 juni 2018 värvades Lunin av Real Madrid, där han skrev på ett sexårskontrakt. Den 27 augusti 2018 lånades Lunin ut till Leganés på ett låneavtal fram till den 30 juni 2019. Den 13 augusti 2019 lånades Lunin ut till Valladolid på ett låneavtal över säsongen 2019/2020. Den 15 januari 2020 lånades Lunin lånades istället ut till Real Oviedo på ett låneavtal över resten av säsongen 2019/2020.

## Landslagskarriär
Lunin debuterade för Ukrainas landslag den 23 mars 2018 i en 1–1-match mot Saudiarabien.